# Elmisaure
L'elmisaure (Elmisaurus) és un gènere de dinosaure oviraptorosaure que va viure al Cretaci superior. Les seves restes fòssils s'han trobat a Àsia i a Nord-amèrica. Només es coneix pels seus peus i mans.
L'espècie tipus, E. rarus, fou descrita per Halszka Osmólska l'any 1981. Una segona espècie, E. elegans (una forma nord-americana originalment descrita com una espècie d'Ornithomimus per William Parks l'any 1933), fou atribuïda a Elmisaurus l'any 1989.